# Ахмеди, Валон
Валон Ахмеди (алб. Valon Ahmedi; род. 7 октября 1994, Охрид) — албанский футболист, атакующий полузащитник. Выступал за сборную Албании.

## Карьера

### Начало карьеры
Футбольную карьеру начинал в итальянском клубе «Кастельбелл». В клубе футболист прошёл многие юношеские команды различных возрастов. Позже футболист был замечен скаутами итальянского клуба «Зюйдтироля», к которому присоединился в августе 2011 года. В клубе футболист продолжил выступать за молодёжную команду. В декабре 2012 года футболист стал подтягиваться к матчам с основной командой клуба. Дебютировал за клуб 22 декабря 2012 года в матче против клуба «Тритиум», выйдя на замену на 89 минуте. Позже футболист ещё несколько раз сыграл за клуб, который покинул в июле 2014 года.

### «Целе»
В июле 2014 года футболист перешёл в словенский клуб «Целе». Дебютировал за клуб 18 июля 2014 года в матче против клуба «Заврч», выйдя на поле в стартовом составе. Дебютный гол за клуб футболист забил 1 августа 2014 года в матче против клуба «Крка». На протяжении сезона футболист был одним из ключевых игроков клуба, однако большую часть второй половины чемпионата пропустил из-за травмы. В финале за Кубок Словении футболист вместе с клубом проиграли клубу «Копер». Также по итогу сезона футболист вместе с клубом стал серебряным призёром чемпионата. На свой счёт футболист успел записать 6 забитых голов и результативной передачей.
В начале нового сезона в июле 2015 года футболист вместе с клубом отправился на квалификационные матчи Лиги Европы УЕФА. Первый матч в рамках еврокубкового турнира сыграл 2 июля 2015 года против польского клуба «Шлёнск». По итогу ответной встречи 9 июля 2015 года польский «Шлёнск» оказался сильнее, а футболист вместе с клубом завершил свою еврокубковую компанию. Первый матч в чемпионате футболист сыграл 19 июля 2015 года против клуба «Кршко», выйдя на замену на 58 минуте. Первым результативным действием за клуб в сезоне футболист отличился 2 августа 2015 года в матче против клуба «Копер», отдав голевую передачу. На протяжении первой половины сезона был одним из основных игроком.

### «Марибор»
В январе 2016 года футболист перешёл в словенский «Марибор». Дебютировал за клуб 20 аппеля 2016 года в полуфинальном матче Кубка Словении против клуба «Заврч». Свой первый матч в чемпионате за клуб сыграл 21 мая 2016 года сыграл против клуба «Горица», выйдя на замену на 71 минуте. На протяжении всего сезона футболист не смог закрепиться в основной команде клуба, оставаясь на скамейке запасных проведя за клуб всего лишь 2 матча во всех турнирах. По итогу сезона футболист вместе с клубом стал серебряным призёром чемпионата. Также футболист стал обладателем Кубка Словении, в финале за который участие не принимал.
Летом 2016 года футболист получил серьёзную травму и выбыл из распоряжения клуба на длительный срок. Вернулся в основной состав клуба футболист лишь в марте 2017 года, начиная для себя сезон на скамейке запасных. Свой первый матч в новом сезоне футболист сыграл 6 мая 2017 года против клуба «Горица», выйдя на поле в начале второго тайма и отличившись затем результативной передачей. Оставшийся отрезок чемпионата футболист провёл как один из основных игроков клуба, вместе с которым по итогу стал чемпионом.
Новый сезон футболист начал с квалификационных матчей Лиги чемпионов УЕФА. Первый матч футболист сыграл 12 июля 2017 года против боснийского клуба «Зриньски». Первый матч в чемпионате футболист сыграл 15 июля 2017 года против клуба «Алюминий», выйдя на поле в стартовом составе. По итогу квалификаций Лиги чемпионов УЕФА футболист вместе с клубом вышел в основной этап турнира. Свой дебютный матч в групповом этапе Лиги чемпионов УЕФА футболист сыграл 13 сентября 2017 года против московского «Спартака». Дебютный гол за клуб футболист забил 22 сентября 2017 года в матче против клуба «Алюминий». По итогу группового этапа Лиги чемпионов УЕФА футболист вместе с клубом занял последнее место, также сыграв против таких клубов как испанская «Севилья» и английский «Ливерпуль». На протяжении сезона футболист продолжил выступать в роли игрока замены, став серебряным призёром чемпионата.

### «Ирони» Кирьят-Шмона
В сентябре 2018 года футболист перешёл в израильский клуб «Ирони» Кирьят-Шмона, с которым подписал трёхлетний контракт. Дебютировал за клуб 16 сентября 2018 года в матче против клуба «Маккаби» Нетания, выйдя на поле в стартовом составе. Первым результативным действием за клуб футболист отличился 29 сентября 2018 года в матче против иерусалимского «Бейтара», отдав голевую передачу. Дебютный гол за клуб футболист забил 27 октября 2018 года в матче против клуба «Бней Сахнин», также отличившись дублем из результативным передач. Часть сезона футболист пропустил из-за разрыва связок. На протяжении сезона футболист был в клубе одним из ключевых игроков, отличившись забитым голом и 10 результативными передачами. В августе 2019 года футболист покинул израильский клуб, расторгнув контракт по соглашению сторон.

### «Интер» Запрешич
В октябре 2019 года футболист на правах свободного агента пополнил запрешичский «Интер». Дебютировал за клуб 20 октября 2019 года в матче против клуба «Осиека», выйдя на поле в стартовом составе. Футболист закрепился в основной команде хорватского клуба, проведя 6 матчей во всех турнирах, результативными действиями не отличившись. В конце декабря 2019 года футболист покинул хорватский клуб.

### «Шкендия»
В январе 2020 года футболист перешёл в северомакедонскую «Шкендию». Дебютировал за клуб 16 января 2020 года в матче против клуба «Академия Пандева», выйдя на поле в стартовом составе. Футболист быстро смог закрепиться в основной команде клуба, вместе с которым стал бронзовым призёром чемпионата. Свой новый сезон футболист начал с матча 9 августа 2020 года против клуба «Шкупи», также забил свой дебютный гол. В конце августа 2020 года футболист вместе с клубом отправился на квалификационные матчи Лиги Европы УЕФА, где дошёл до третьего квалификационного раунда, в котором проиграли английскому клубу «Тоттенхэм Хотспур». В матче 17 октября 2020 года против клуба «Вардар» футболист отличился забитым дублем. За первую половину сезона футболист отличился за клуб 4 забитыми голами.

### «Шахтёр» Солигорск

#### Сезон 2021
В январе 2021 года футболист перешёл в белорусский «Шахтёр». Дебютировал за клуб 2 марта 2021 года в победном матче за Суперкубок Беларуси против борисовского БАТЭ. Свой первый матч в чемпионате футболист сыграл 13 марта 2021 года против столичного «Минска», также отличившись своей первой результативной передачей. Дебютный гол за клуб за клуб футболист забил 3 апреля 2021 года в матче против «Ислочи». Футболист быстро смог закрепиться в основной команде клуба, став одним из ключевых игроков солигорского клуба. В июле 2021 года вместе с клубом отправился на квалификационные матчи Лиги чемпионов УЕФА. Первый матч футболист сыграл 7 июля 2021 года в матче против болгарского «Лудогорца». По итогу ответной встречи болгарский «Лудогорец» также оказался сильнее и футболист вместе с клубом отправился в квалификации Лиги Европы УЕФА, где также по сумме матчей проиграли люксембургской «Фоле». По итогу сезона футболист вместе с клубом победителем чемпионата. Всего за сезон футболист отличился 3 забитыми голами и 7 результативными передачами.

#### Сезон 2022
Новый сезон футболист начал 5 марта 2022 года с поражения за Суперкубок Беларуси, где уступили борисовскому БАТЭ. Первый матч в чемпионате футболист сыграл 19 марта 2022 года против брестского «Динамо», выйдя в стартовом составе и отличившись первой в сезоне результативной передачей. В июле 2022 года футболист вместе с клубом отправился на квалификационные матчи Лиги чемпионов УЕФА. Первый матч на турнире сыграл 6 июля 2022 года против словенского «Марибора». В ответном матче 13 июля 2022 года словенский «Марибор» оказался сильнее, а футболист вместе с солигорским клубом отправился на квалификационные матчи Лиги конференций УЕФА. В рамках квалификаций Лиги конференций УЕФА футболист вместе с клубом уступили румынскому клубу ЧФР Клуж. Первый забитый гол за клуб футболист забил 15 августа 2022 года против могилёвского «Днепра». По итогу сезона футболист вместе с клубом стал победителем чемпионата. Всего за сезон футболист отличился 3 забитым голами и 5 результативными передачами во всех турнирах.

#### Сезон 2023
В декабре 2022 года футболист продлил контракт с клубом до конца 2024 года. Новый сезон футболист начал 25 февраля 2023 года с победы за Суперкубок Беларуси, где солигорский клуб одержал победу над «Гомелем». Первым результативным действием за клуб футболист отличился 11 марта 2023 года в четвертьфинальном матче Кубка Беларуси в матче против жодинского «Торпедо-БелАЗ», отдав голевую передачу, однако вылетев с розыгрыша турнира. Первый матч в чемпионате футболист сыграл 18 марта 2023 года против новополоцкого «Нафтана», выйдя на поле в стартовом составе и забив свой первый в сезоне гол. В июле 2023 года появилась информация о возможном уходе футболиста из белорусского клуба. По итогам первого круга чемпионата футболист попал в символическую сборную, как лучший центральный полузащитник. На протяжении сезона футболист был одним из ключевых игроков солигорского клуба, отличившись 6 забитыми голами и 11 результативными передачами во всех турнирах. Также футболист стал лучшим ассистентом чемпионата с 9 результативными передачами, разделив эту полицию с Душаном Бакичем из минского «Динамо». По итогу сезона футболист вместе с клубом смог сохранить прописку в Высшей лиге, находясь в конце турнирной таблицы из-за снятых очков.

#### Сезон 2024
В январе 2024 года футболист продолжал тренироваться с солигорским клубом по индивидуальной программе. Новый сезон футболист начал 6 марта 2024 года с четвертьфинального матча Кубка Беларуси против жодинского «Торпедо-БелАЗ», выйдя на поле в стартовом составе. В ответном матче 10 марта 2024 года против жодинского «Торпедо-БелАЗ» футболист отличился своим первым результативным действием, отдав голевую передачу. Первый матч в чемпионате футболист сыграл 17 марта 2024 года против «Витебска», выйдя на поле в стартовом составе. Своим первым результативным действием в чемпионате футболист отличился 19 мая 2024 года в матче против минского «Динамо», отдав голевую передачу. В конце мая 2024 года солигорский «Шахтёр» объявил о расставании с футболистом, расторгнув контракт по соглашению сторон. На протяжении первой половины сезона футболист выступал за белорусский клуб в роли одного из ключевых игроков, отличившись 2 результативными передачами во всех турнирах. В общей сложности в составе солигорского «Шахтера» провел ровно 100 матчей, в которых забил 11 голов и сделал 26 результативных передач.

### «Шкендия»
В августе 2024 года футболист на правах свободного агента присоединился в северомакедонскому клубу «Шкендия». Первый матч за клуб футболист сыграл 18 августа 2024 года против клуба «Работнички», выйдя на замену на 73 минуте. В следующем матче 25 августа 2024 года футболист отличился своим первым результативным действием против клуба «Академия Пандева Брера Струмица», отдав голевую передачу. Первым забитым голом за клуб футболист отличился 29 сентября 2024 года в матче против клуба «Вардар». В январе 2025 года футболист покинул северомакедонский клуб. За первую половину сезона футболист выступал за клуб в роли одного из основных игроков, отличившись за этот период забитым голом и 2 результативными передачами.

### «Работнички»
В феврале 2025 года футболист на правах свободного агента присоединился к северомакедонскому клубу «Работнички», подписав контракт до конца сезона. Дебютировал за клуб футболист 23 февраля 2025 года в матче против клуба «Воска Спорт», выйдя на поле в стартовом составе. Однако полноценно футболист закрепиться в основной команде клуба не смог, проведя лишь 5 матчей за вторую половину чемпионата, результативными действиями не отличившись. По итогу сезона футболист вместе с клубом завершил чемпионат с бронзовыми медалями. В июне 2025 года футболист покинул северомакедонский клуб по окончании срока действия контракта. В общей сложности провел за клуб 18 матчей, забил 1 мяч и сделал 3 голевые передачи.
В июне 2025 года появилась информация, что футболист может стать игроком брестского «Динамо». В конце июля 2025 года был представлен в качестве футболиста гродненского «Немана».

## Международная карьера
Выступал в юношеских сборных Албании до 19 и до 20 лет.
В 2014 году был вызван с молодёжную сборную Албании.
В 2017 году был вызван в национальную сборную Албании. Дебютировал за сборную 2 сентября 2017 года в матче против Лихтенштейна.

## Достижения
«Марибор»
- Обладатель Кубка Словении: 2016
- Чемпион Словении: 2016/17

«Шахтёр» Солигорск
- Обладатель Суперкубка Беларуси (2): 2021, 2023
- Чемпион Беларуси (2): 2021, 2022[a]